# Assumption-Schule Bangkok
Die Assumption-Schule Bangkok (Thai: โรงเรียนอัสสัมชัญ) ist eine katholische Privatschule im Bezirk Bangrak, Bangkok.

## Name
Der Begriff „Assumption“ kommt aus der theologische Theologie und beschreibt das Eingehen ins Himmelreich ohne den Tod erlitten zu haben, also etwa Himmelfahrt.

## Schulgelände
Die Assumption-Schule Bangkok hat verschiedene Zweigstellen in Thailand:
- Assumption-Schule „Erste Sektion“ in Bangkok
- Assumption-Schule „Zweite Sektion“ Bangkok
- Assumption-Schule „Rama II Gelände“ in der Provinz Samut Sakhon

## Geschichte
Die Assumption-Schule in Thailand wurde 1885 von Missions-Pater Emile Auguste Colombet gegründet, der die mangelnden Bildungseinrichtungen Siams verbessern helfen wollte. Zunächst bestand die Schule aus einem einfachen Holzhaus. Der erste Schüler war ein gewisser Siew Meng Tek. Heute sind zahlreiche schulische Einrichtungen an das Assumption gekoppelt. Es haben mehr als 50.000 thailändische Schüler die Assumption-Schullaufbahn erfolgreich absolviert.

## Andere Einrichtungen des Assumption-Systems
- Assumption-Wirtschaftsschule
- Assumption-Schule Thonburi
- Assumption-Schule Si Racha, Provinz Chonburi
- Assumption-Schule Samut Prakan
- Assumption-Schule Rayong
- Assumption-Schule Ubon Ratchathani
- Assumption-Schule Nakhon Ratchasima
- Assumption-Schule Lampang
- Assumption-Schule Phatthaya